# Ядовитый плющ: Тайное общество
«Ядовитый плющ: Тайное общество» (англ. Poison Ivy: The Secret Society) — эротический триллер 2008 года. Четвёртая картина в ряду фильмов «Ядовитый плющ». Рейтинг MPAA: Детям до 17 лет обязательно присутствие родителей.

## Сюжет
Дэйзи Брукс — красивая и в то же время довольно скромная девушка, потерявшая родителей при трагических обстоятельствах, покидает родную сельскую местность и любимого парня, чтобы получить образование управленца и выйти в люди. Видно, что её парень, простой начинающий фермер, сильно обескуражен таким решением Дэйзи: он опасается, что она приобщится к городу и не вернётся к нему. Между тем, зрителю даётся намёк на то, что не так давно в колледже, куда едет учиться Дэйзи, была кем-то затравлена и убита студентка.
Дэйзи устраивается в общежитии и знакомится с Маргарет — девушкой, с которой ей предстоит жить в одной комнате. Та подчёркнутая индивидуалистка, привыкшая вызывающе одеваться и вычурно краситься, но отличающаяся при этом интеллектом. На подлость она не способна, но и помогать никому не станет. Совсем иные девушки — члены Общества Плюща, привыкшие чувствовать себя здесь авторитетами. Их всего несколько человек, но они держатся всегда бок о бок, всегда шикарно выглядят. Дэйзи зарекомендовала себя как тихая, но идущая по карьерной лестнице. Так, она быстро оказывается взятой на работу в деканат на должность скромную, но приносящую стабильную зарплату. К тому же, Дэйзи стала девушкой Блейка — сына Грэйвсов, ключевых фигур факультета (деканши Элизабет и профессора Эндрю).
Когда приходит пора конкуренции за именную стипендию, одна из доминирующих девушек Общества Плюща, Азалея, говорит своим сообщницам, что на стипендию претендует Дэйзи. Они решают фиктивно включить в свою лигу Дэйзи, с тем чтобы впоследствии подставить и так или иначе устранить её. Азалея ведёт двойную, если не тройную, игру. С одной стороны, она ласкается к Блейку и берёт с него слово уговаривать родителей, ответственных за назначение стипендии, избрать именно Азалею. С другой стороны, Азалея намекает профессору Грэйвсу, что готова купить своим телом себе стипендию. Профессор картинно журит её (по оценкам она даже близко не соответствует уровню стипендиата), но намекает, что в принципе они могли бы договориться. Наконец, Азалея втирается в доверие к Дэйзи, уговаривает её вступить в Общество Плюща, и вся церемония проходит по традиционной схеме (похищение выбранной в «послушницы», питьё ею дурманящего зелья и т. д.). Во время инициации Дэйзи облачена в халат и видит, что все девушки в масках и называют друг друга сёстрами. В конце обряда ей делают татуировку в форме плюща на крестце. После этого Дэйзи какое-то время наслаждается шоппингом вместе со своими новыми «подругами», хотя Маргарет предупреждает её, что «плющи» явно поставили на Дэйзи капкан.
Девушки-«плющи» прячут видеокамеру и подставляют Блейка, будто он сделал достоянием общественности свой секс с Дэйзи. Та зла на своего нового парня, но всё же не соглашается быть соучастницей сожжения его машины, когда «подруги» пытаются доказать ей, что уничтожением дорогой машины они мстят за её поруганную честь. Дэйзи узнаёт, что Общество Плюща скрывает тайну гибели своей бывшей участницы, но в этом ещё и замешана деканша факультета. Элизабет фактически покрывает всё тайное общество. Маргарет говорит, что погибшая девушка жила с ней, как Дэйзи — теперь. Блейк говорит о бесполезности попыток закрыть Общество, ведь они не остановятся ни перед каким преступлением, на их руках уже есть смерть. Азалея пытается шантажировать Дэйзи, подбрасывая той поддельные документы, согласно которым она лишена ссуды на учёбу, а её бывший парень лишится своей фермы в результате проведённой Обществом Плюща аферы.
Потом Азалея говорит Дэйзи, что та должна соблазнить профессора, пока тот допоздна засиживается на работе (у него не складываются отношения с женой). Дэйзи, как и в случае с машиной Блейка, в последний момент отказывается и убегает. Но Азалея идёт тогда к профессору сама и, соблазнив его, в самый сладострастный момент убивает. Это её месть за не получение стипендии. Она узнала, что стипендии удостоена не Дэйзи, а Маргарет.
Дэйзи допрашивает женщина-следователь, не скрывая, что именно она под подозрением: «Плющи» успели растолковать полицейским так, будто Дэйзи хотела отомстить Грэйвсам за то, что их сын компрометировал её в Интернете. Тогда Дэйзи решает победить Плющей их же методами. У неё в распоряжении оказывается диктофон, на который записаны оброненные признания расхваставшейся Азалеи, что члены Общества Плюща повинны в убийстве, но, дескать, им это сойдёт с рук. Азалея в бешенстве бросается на Дэйзи, и девушки пытаются утопить друг друга в бассейне. Поначалу побеждает Азалея, но Дэйзи в итоге удаётся лишить ту сознания ударом головой о кладку стены бассейна.
В последней сцене фильма Дэйзи приезжает на каникулы к своему парню, и у них всё хорошо. Она говорит ему, что хорошо учится. Ему нравится её новая татуировка.

## В ролях
| Актёр             | Роль                   |
| ----------------- | ---------------------- |
| Шона Уолдрон      | Азалея Бергес          |
| Мириам Макдональд | Дэйзи Брукс            |
| Райан Кеннеди     | Блейк Грэйвс           |
| Кристал Лоу       | Изабелль               |
| Андреа Уитборн    | Маргарет Харт          |
| Грег Эвиган       | профессор Эндрю Грэйвс |
| Кэтрин Хикc       | декан Элизабэт Грэйвс  |
| Брендан Пенни     | Уилл Митчелл           |
| Агам Дарши        | Надя                   |
| Линдсей Максвелл  | Алексис                |

## Критика
Мэтт Брансон из Film Frenzy назвал фильм «вызывающим зевоту» и дал ему оценку 1,5 из 4. Кевин Карр из 7M Pictures написал: «Я не могу отделаться от ощущения, что они просто пытаются дать нам версию «Черепа» с сексуальными девушками».